# رامی هاکانپا
رامی هاکانپا (فنلاندی: Rami Hakanpää؛ زادهٔ ۹ اکتبر ۱۹۷۸) بازیکن فوتبال اهل فنلاند بود.
از باشگاه‌هایی که در آن بازی کرده‌است می‌توان به باشگاه فوتبال هلسینکی و باشگاه فوتبال کوپیون پالوسئورا اشاره کرد.
وی همچنین در تیم ملی فوتبال فنلاند بازی کرده‌است.